# Bacchisa
Bacchisa is een kevergeslacht uit de familie van de boktorren (Cerambycidae). De wetenschappelijke naam van het geslacht werd voor het eerst geldig gepubliceerd in 1867 door Pascoe.

## Soorten
Bacchisa omvat de volgende soorten:
- Bacchisa atrocoerulea (Gressitt, 1951)
- Bacchisa holorufa Breuning, 1968
- Bacchisa cavernifera (Aurivillius, 1922)
- Bacchisa aulica (Pascoe, 1867)
- Bacchisa borneotica Breuning, 1956
- Bacchisa gigantea Breuning, 1959
- Bacchisa kraatzii (Thomson, 1865)
- Bacchisa puncticollis (Thomson, 1865)
- Bacchisa sumatrana Breuning, 1966
- Bacchisa unicoloripennis Breuning, 1965
- Bacchisa fasciata (Schwarzer, 1931)
- Bacchisa albicornis (Pascoe, 1867)
- Bacchisa andamanensis Breuning, 1956
- Bacchisa annulicornis (Pascoe, 1867)
- Bacchisa argenteifrons (Gahan, 1907)
- Bacchisa assamensis Breuning, 1956
- Bacchisa atricornis Breuning, 1961
- Bacchisa atritarsis (Pic, 1912)
- Bacchisa aureosetosa Breuning, 1961
- Bacchisa basalis (Gahan, 1894)
- Bacchisa bicolor (Schwarzer, 1931)
- Bacchisa bicoloripennis Breuning, 1968
- Bacchisa bimaculata (Pascoe, 1867)
- Bacchisa chinensis Breuning, 1948
- Bacchisa comata (Gahan, 1901)
- Bacchisa coronata Pascoe, 1867
- Bacchisa curticornis Breuning, 1956
- Bacchisa cyaneoapicalis (Gressitt, 1939)
- Bacchisa cyanicollis Breuning, 1956
- Bacchisa cyanipennis Breuning, 1961
- Bacchisa dapsilis (Newman, 1842)
- Bacchisa dilecta (Newman, 1842)
- Bacchisa dioica (Fairmaire, 1878)
- Bacchisa discoidalis (Thomson, 1865)
- Bacchisa flavescens Breuning, 1968
- Bacchisa flavicincta (Pascoe, 1867)
- Bacchisa flavobasalis Breuning, 1956
- Bacchisa fortunei (Thomson, 1857)
- Bacchisa frontalis (Gahan, 1894)
- Bacchisa fruhstorferi Breuning, 1959
- Bacchisa guerryi (Pic, 1911)
- Bacchisa hoffmanni (Gressitt, 1939)
- Bacchisa humeralis Breuning, 1956
- Bacchisa klapperichi Breuning, 1956
- Bacchisa kusamai A. Saito, 1999
- Bacchisa kweichowensis Breuning, 1959
- Bacchisa laevicollis Breuning, 1956
- Bacchisa medioviolacea Breuning, 1965
- Bacchisa melanura (Pascoe, 1867)
- Bacchisa mindanaonis Breuning, 1959
- Bacchisa nigricornis Breuning, 1969
- Bacchisa nigriventris (Thomson, 1865)
- Bacchisa nigroantennata Breuning, 1963
- Bacchisa nigroapicipennis Breuning, 1960
- Bacchisa nigrosternalis Breuning, 1956
- Bacchisa pallens (Chen, 1936)
- Bacchisa pallidiventris (Thomson, 1865)
- Bacchisa papuana Breuning, 1956
- Bacchisa partenigricornis Breuning, 1968
- Bacchisa parvula (Schwarzer, 1926)
- Bacchisa penicillata (Aurivillius, 1927)
- Bacchisa perakensis Breuning, 1956
- Bacchisa pouangpethi Breuning, 1963
- Bacchisa pseudobasalis Breuning, 1956
- Bacchisa punctata (Thomson, 1865)
- Bacchisa rigida (Gressitt, 1942)
- Bacchisa seclusa (Pascoe, 1867)
- Bacchisa siamensis Breuning, 1959
- Bacchisa subannulicornis Breuning, 1964
- Bacchisa subbasalis Breuning, 1956
- Bacchisa subpallidiventris Breuning, 1968
- Bacchisa sumatrensis Breuning, 1950
- Bacchisa testacea (Thomson, 1857)
- Bacchisa tonkinensis Breuning, 1956
- Bacchisa transversefasciata Breuning, 1960
- Bacchisa unicolor Breuning, 1956
- Bacchisa venusta (Pascoe, 1867)
- Bacchisa vernula (Pascoe, 1867)
- Bacchisa violacea Breuning, 1950
- Bacchisa violaceoapicalis (Pic, 1923)